# Mountainbike-Marathon-Weltmeisterschaften 2009
Die Mountainbike-Marathon-Weltmeisterschaften 2009 fand vom 21. bis 23. August in Graz/Stattegg in Österreich statt.

## Männer
| Platz | Land | Athlet           | Zeit           |
| ----- | ---- | ---------------- | -------------- |
| 1     | BEL  | Roel Paulissen   | 4:34:36,8 Std. |
| 2     | AUT  | Alban Lakata     | + 0:51,3 min   |
| 3     | SUI  | Christoph Sauser | + 4:39,8 min   |
| 4     | AUT  | Christoph Soukup | + 5:54,7 min   |
| 5     | GER  | Wolfram Kurschat | + 6:06,4 min   |
| 6     | RUS  | Alexei Medwedew  | + 7:13,2 min   |
| 7     | ITA  | Dario Cioni      | + 8:49,2 min   |
| 8     | RSA  | Kevin Evans      | + 9:03,0 min   |

Datum: 23. August 2009, 10:30

Länge: 104 km

Höhenmeter: 3.818 m
Insgesamt konnten sich 116 Fahrer klassieren. 14 Fahrer gaben auf.

## Frauen
| Platz | Land | Athletin            | Zeit           |
| ----- | ---- | ------------------- | -------------- |
| 1     | GER  | Sabine Spitz        | 4:24:15,9 Std. |
| 2     | SUI  | Esther Süss         | + 0:01,7 min   |
| 3     | SUI  | Petra Henzi         | + 2:51,9 min   |
| 4     | SUI  | Erika Dicht         | + 4:33,9 min   |
| 5     | GER  | Elisabeth Brandau   | + 10:30,5 min  |
| 6     | FIN  | Pia Sundstedt       | + 13:09,1 min  |
| 7     | USA  | Monique Pua Sawicki | + 17:14,2 min  |
| 8     | SUI  | Milena Landtwing    | + 20:36,4 min  |

Datum: 23. August 2009, 10:00

Länge: 84 km

Höhenmeter: 3.061 m
Insgesamt konnten sich 49 Fahrerinnen klassieren. Fünf Fahrerinnen gaben auf. Beste Österreicherin wurde Nina Duftner auf Rang 20 mit einem Rückstand von 38:19 Minuten.
In der letzten Steigung fuhr das Spitzentrio noch zusammen, in der folgenden Abfahrt hatte Henzi jedoch technische Probleme und fiel zurück. Spitz gewann schließlich im Spurt klar gegen Süss.
Gunn-Rita Dahle, Titelverteidigerin und vierfache Marathon-Weltmeisterin, beendete das Rennen auf Platz 13. Sie wurde am 22. März desselben Jahres Mutter und bestritt daher kaum Rennen in der vergangenen Saison.